# 1720년대
1720년대는 1720년부터 1729년까지를 가리킨다.